# Норвешка на Европском првенству у атлетици у дворани 1972.
Норвешка је после пропуштеног 2. Европског првенста у Софији 1971. учествовала на 3. Европском првенству у атлетици у дворани 1972. одржаном у Греноблу, Француска, 11. и 12. марта. У другом учешћу на европским првенствима у дворани репрезентацију Норвешке представљао је 1 атлетичар који се такмичио у трчању на 3.000 m.
На овом првенству Норвешка није освојила ниједну медаљу.
У табели успешности (према броју и пласману такмичара који су учествовали у финалним такмичењима (првих 8 такмичара)) Норвешка је са једним учесником у финалу делила 21. место са 4 бода, од 23 земље које су имале представнике у финалу, односно све земље учеснице су имали представника у финалу.
| Плас. | Земља    | 1. место | 2. место | 3. место | 4. место | 5. место | 6. место | 7. место | 8. место | Бр. финал. - Бод. |
| ----- | -------- | -------- | -------- | -------- | -------- | -------- | -------- | -------- | -------- | ----------------- |
| =21.  | Норвешка | −        | −        | −        | −        | 1 − 4    | −        | −        | −        | 1 − 4             |

## Резултати

### Мушкарци
| Атлетичар | Дисциплина | Лични рекорд | Квалификације | Квалификације | Полуфинале | Полуфинале | Финале      | Финале | Детаљи |
| Атлетичар | Дисциплина | Лични рекорд | Резултат      | Место         | Резултат   | Место      | Резултат    | Место  | Детаљи |
| --------- | ---------- | ------------ | ------------- | ------------- | ---------- | ---------- | ----------- | ------ | ------ |
| Пер Хале  | 3.000 м    |              |               |               |            |            | 8:15,49 ЛРд | 5/7.   |        |

## Биланс медаља Норвешке после 3. Европског првенства у дворани 1970—1972.
|     | Земља  |                  |                  |                  |                  |
| 1.  | 1970.  | 0                | 0                | 0                | 0                |
| 2.  | 1971.  | Није учествовала | Није учествовала | Није учествовала | Није учествовала |
| 3.  | 1972.  | 0                | 0                | 0                | 0                |
| 1—3 | Укупно | 0                | 0                | 0                | 0                |
| --- | ------ | ---------------- | ---------------- | ---------------- | ---------------- |

|                                        | Атлетичар/ка                           |                                        |                                        |                                        |                                        |                                        |
| Није било вишеструких освајача медаља. | Није било вишеструких освајача медаља. | Није било вишеструких освајача медаља. | Није било вишеструких освајача медаља. | Није било вишеструких освајача медаља. | Није било вишеструких освајача медаља. | Није било вишеструких освајача медаља. |
| -------------------------------------- | -------------------------------------- | -------------------------------------- | -------------------------------------- | -------------------------------------- | -------------------------------------- | -------------------------------------- |